# Антипов-Каратаев, Иван Николаевич
Ива́н Никола́евич Анти́пов-Карата́ев (1 [13] сентября 1888, дер. Теняево, Уфимская губерния — 5 июля 1965, Баку) — советский почвовед, профессор МГУ (1940), почетный доктор Софийского университета имени Климента Охридского (1947), академик АН Таджикской ССР (1951).

## Биография
Родился 1 (13) сентября 1888 года в деревне Тенеево Стерлитамакского уезда Уфимской губернии ((ныне село Теняево, Фёдоровский район Республики Башкортостан) в чувашской крестьянской семье. В 1899 году окончил четырёхгодичную сельскую школу, после работал по найму пастухом, помощником волостного писаря. В 1906 году поступил в Бирскую учительскую инородческую семинарию (1906—1909), затем народный учитель в Уфимской и Пермской областях (1909—1911). В 1911—1914 годах учился в Уфимском учительском институте и одновременно преподавал в Уфимской женской гимназии.
В годы Первой мировой войны был мобилизован в действующую армию в звании рядового, затем обучался на курсах военного училища в Казани (1914—1915), позже находился в действующей армии на Западном фронте в звании младшего офицера разведчиков и саперной команды (1915—1918), после возвращения в деревню Тенеево работал в хозяйстве отца, был избран председателем волостного совета, а в августе того же года поступает в Омский политехнический институт (1918), осенью 1919 переводится в Иркутский университет. В конце 1919 года был призван в ряды РККА сначала разведчиком, затем до 1921 занимал должность начальника школы младшего командного состава при штабе Приуральского сектора войск внутренней службы.
В 1921—1922 гг. И. Н. Антипов-Каратаев работал инспектором в управлении водного хозяйства Туркестанской Республики. В 1922 г. он поступил в Туркестанский университет, из которого в том же году перевёлся в первый Московский государственный университет, который окончил в 1926 по специальности «агрохимия».
В 1925—1934 годах И. Н. Антипов-Каратаев работал ассистентом, ст. ассистентом и ст. специалистом отдела почвоведения в Государственном институте опытной агрономии. Производственную практику в 1925 году проходил в Никитском государственном опытном ботаническом саду, в 1926 году — в Крымской почвенной экспедиции, что до конца жизни ученого определило основное направление его исследований — почвоведение.
В 1927 году И. Н. Антипов-Каратаев поступает на работу в Почвенный институт имени В. В. Докучаева АН СССР сначала в должности старшего научного сотрудника, старшего почвоведа, затем с 1932 года и до конца жизни — зав. физико-химической лабораторией почвы. В 1931—1934 годах и в 1945—1948 годах работал зам. директора Почвенного института имен В. В. Докучаева АН СССР. Одновременно в 1927—1934 годах работал зав. химической лабораторией Ленинградского отделения Всесоюзного института удобрений и агропочвоведения ВАСХНИЛ.
С 1927 года, на протяжении сорока лет, был научным сотрудником Почвенного института им. В. В. Докучаева (Москва). В 1931 году организовал в институте Лабораторию физико-химии почв.
В 1936—1951 годах — был одним из организаторов и бессменным научным руководителем Вахшской почвенно-мелиоративной станции Академии наук Таджикской ССР, а с 1951 по 1962 годы — научный руководитель Института почвоведения, мелиорации и ирригации АН Таджикской ССР.
Более 20 лет был профессором МГУ. Член Международного общества почвоведов (с 1957). Заслуженный деятель науки Таджикской ССР (1946).
Умер 5 июля 1965 года. Похоронен на Востряковском кладбище Москвы.

## Награды и звания
- Четыре ордена Трудового Красного Знамени (1945, 1948, 1953, 1957),
- Медаль «За оборону Москвы»,
- Медаль «За доблестный труд в Великой Отечественной войне 1941—1945 гг.»,
- Медаль «В память 800 летия Москвы» (1947),
- Медали участника Всесоюзных сельскохозяйственных выставок (1955—1957),
- Медали участника Выставок достижения народного хозяйства (1961—1965),
- Заслуженный деятель науки Таджикской ССР (1946),
- Почётный доктор Софийского университета имени Климента, Болгария (1947),
- Премия имени В. В. Докучаева (1965),
- Димитровская премия (Болгария) (1962),
- Орден «За гражданские заслуги» (Болгария) — за работу «Почвы Болгарии», 1960 (1962),
- Почётными грамотами Президиума Верховного Совета Таджикской ССР[1][2].

## Память
- Имя И. Н. Антипова-Каратаева носят Вахшская почвенно-мелиоративная станция и научно-исследовательский институт АН Таджикистана, на стене института, у входа — барельеф и мемориальная доска ученого.
- На родине И. Н. Антипова-Каратаева, в деревне Теняево Республики Башкортостан, установлен его бронзовый бюст[1].

## Труды
- Почвенные коллоиды и методы их изучения, Л., 1930 (совм. с А. И. Рабинерсоном)
- Почвы крымского государственного заповедника и прилегающих местностей, «Труды почвенного института им. В. В. Докучаева», т. 7, 1932 (совм. с Л. И. Прасоловым)
- Мелиорация солонцов в СССР, М., 1953 (совм. с В. Н. Филипповой и др.)
- Современные методы исследования физико-химических свойств почв, вып. 1—3, М.—Л., 1945—1948 (соавтор и ред.).